# LZ 9
Der Zeppelin LZ 9 war das neunte Luftschiff des Grafen Zeppelin und das dritte Luftschiff des deutschen Heeres.

## Geschichte
LZ 9 machte seine erste Fahrt am 2. Oktober 1911. Nach dem Umbau des Zeppelins vom 21. Oktober bis 23. November 1911 (Einbau eines weiteren 8 Meter langen Gaszellensegments) wurde das Luftschiff vom Heer übernommen und bekam für das verlorengegangene Heeresluftschiff Z II die Kennung: Ersatz Z II. Das Heer nutzte Ersatz Z II als Schul- und Ausbildungsschiff. 
Seine Standorte als Heeresluftschiff waren Baden-Oos, Köln, Metz und Gotha.

## Ende von LZ 9/Ersatz Z II
Das technisch veraltete Luftschiff wurde am 1. August 1914 abgewrackt.

## Technische Daten
- Traggasvolumen: 16.500 m³ Wasserstoff
- Länge: 132,0 m
- Durchmesser: 14,0 m
- Nutzlast: 4,6 t
- Antrieb: Drei Maybach-Motoren von je 145 PS (107 kW)
- Geschwindigkeit: 21,7 m/s

Nach Umbau:
- Traggasvolumen: 17.800 m³ Wasserstoff
- Länge: 140,0 m
- Durchmesser: 14,0 m
- Nutzlast: 6 t